# Afua Kobi
Pour les articles homonymes, voir Kobi (homonymie).

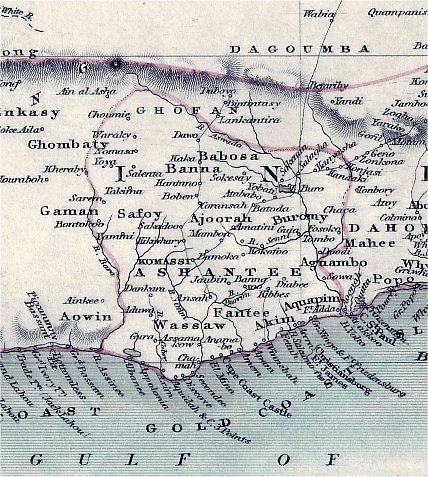
Ancienne carte de l'empire ashanti, sur le golfe de Guinée.

Afua Kobi ou Kobi Afua, née vers 1815, morte en 1900, est une reine mère et conseillère de l'Empire ashanti, qui comportait une partie importante de l'actuel Ghana. Elle est reine mère pendant cinquante ans, de 1834 à 1884. Elle est surtout connue pour sa tentative de s'opposer à la guerre contre le Royaume-Uni en 1873, et comme conseillère de ses fils. Elle est exilée par sa fille en 1884.

## Biographie
Afua Kobi naît vers 1815 dans une famille de l'aristocratie ashantie, dans l'actuel Ghana.
Elle est parfois appelée Afua Koba ou Efua Kobiri.
Selon la généalogie officielle, elle est intronisée asantehemaa, reine mère ashantie, en 1834. Cependant selon les historiens, elle n'y accède que vers 1860 après une purge interne qui provoque la destitution de sa prédécesseuse et mère Afua Sapon.
Elle est la neuvième asantehemaa bien que ses fils à venir ne soient normalement pas appelés à régner. Elle épouse peu après l'un des asantehenes, Kwasi Gyambibi, un des membres dirigeants du conseil royal. Ils ont plusieurs enfants qui naissent entre 1835 et 1850. Plusieurs de ses fils seront rois, et sa fille sera reine mère.
En 1867, son fils Kofi Karikari (ou Kofi Kakari) est élu au trône royal Ashanti, après l'exécution ou l'exil d'autres candidats au trône. Il a été élu grâce au soutien des partisans d'une guerre contre le Royaume-Uni, mais sa position n'est pas clairement établie. Sa mère Afua Kobi fait partie de son conseil.
Afua Kobi intervient de façon remarquée devant le conseil royal en 1873, lorsqu'il est question d'un nouveau conflit avec la puissance coloniale britannique, qu'elle déconseille vivement. Elle prononce un vibrant discours, solidement argumenté, contre la guerre avec le Royaume-Uni. Elle affirme, devant son fils le roi Kofi Karikari, et devant les conseillers et chefs militaires que l'empire ashanti risquera d'être anéanti,.
Son discours marque les esprits, mais son conseil n'est pas suivi, la guerre est tout de même déclarée. Les Ashantis envahissent d'abord la colonie britannique voisine, mais les Anglais remportent cette nouvelle guerre anglo-ashantie. Kofi Karikari est déposé, et remplacé par son frère Mensa Bonsu, le plus jeune fils de Afua Kobi.
Afua Kobi continue à être conseillère, mais aucun de ses fils n'a de véritable succès au cours de son règne.
Elle doit lutter contre sa fille, Yaa Akyaa, qui veut placer ses propres fils sur le trône ashanti, à la place de son frère le roi Mensa Bonsu. Yaa Akyaa parvient à ses fins en 1884. Afua Kobi est alors déposée en même temps que sa famille, sous l'accusation de collaboration avec les colonialistes britanniques. Elle est exilée avec son fils Mensa Bonsu, et meurt en exil en 1900.

## Hommages
- Une école supérieure porte son nom, la Afia Kobi Ampem Senior High School (en), à Trabuom dans la région Ashanti, au Ghana.